# Fenomen Józefa Tkaczuka

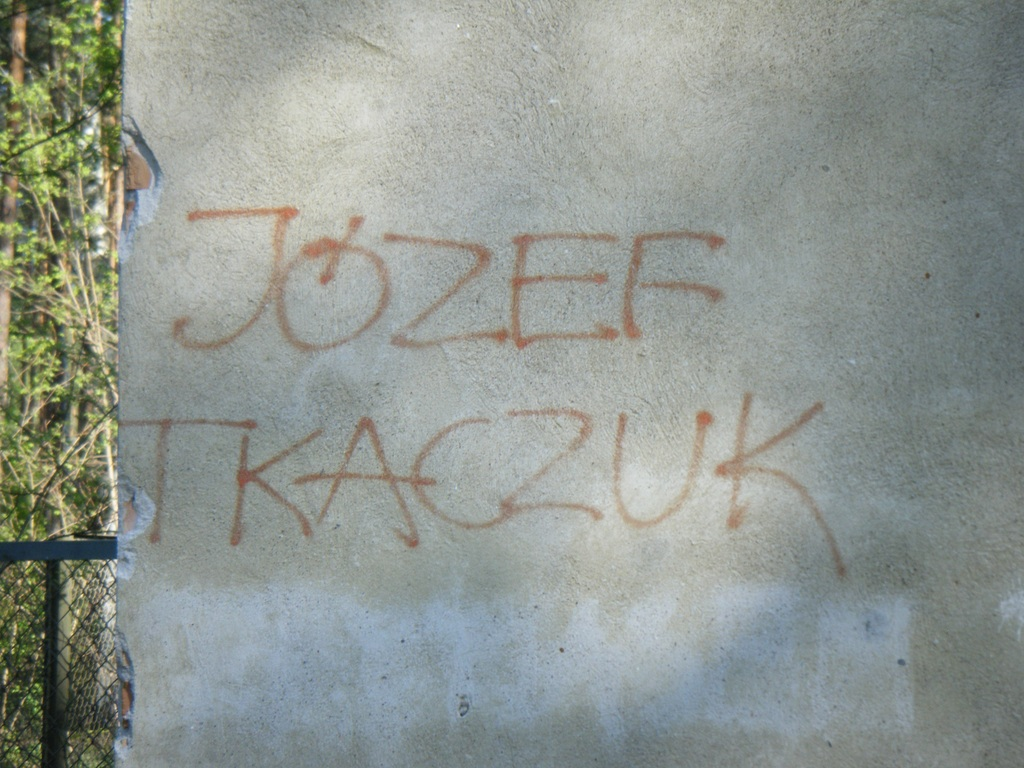
Napis Józef Tkaczuk na murze w Loretto

Fenomen Józefa Tkaczuka (fenomen JT) – etnograficzny i socjologiczny fenomen w postaci inskrypcji na murach warszawskiej Saskiej Kępy i Grochowa (a następnie w całej Polsce i w wielu miejscach świata, do których docierali Polacy), który pojawił się na przełomie lat 80. i 90. XX wieku, będący swoistym ewenementem wśród młodzieżowego graffiti.
Napisy z tą nazwą własną pojawiały się najczęściej sezonowo w okresie np. kampanii wyborczych przy wyborach parlamentarnych czy prezydenckich: Tkaczuk na prezydenta, Tkaczuk naszym kandydatem, Tkaczuk dobrym Prezydentem, Demokratą i Turkiem. W okresie wyborów parlamentarnych w roku 1993 fenomen ten przekształcił się w happening – Józef Tkaczuk posiadał własne plakaty jako osoba startująca z fikcyjnej listy nr 68 wraz z programem wyborczym. Tego typu napisy pasożytowały także na plakatach wyborczych innych kandydatów czy partii politycznych.
Popularnym hasłem było Tu byłem. Józef Tkaczuk (ew. w formie Józef Tkaczuk. Tu byłem stosowane też bez imienia, tylko z samym nazwiskiem) umieszczane zarówno w Polsce, jak i za granicą (np. na Słowacji, Węgrzech, Wielkiej Brytanii, Francji, Hiszpanii, Egipcie).
W październiku 1994 r. hasło „Gdzie jest Józef Tkaczuk?” zostało wykorzystane w kampanii reklamowej papierosów Winns, a w 2014 w reklamie jednej z firm telekomunikacyjnych pojawiło się popiersie Józefa Tkaczuka.

## Geneza zjawiska
Józef Tkaczuk był woźnym pracującym w Szkole Podstawowej nr 15 przy ulicy Angorskiej na Saskiej Kępie, który od uczniów otrzymał przydomek Turek, co później uwidaczniało się w wielu napisach w przestrzeni miejskiej Warszawy. Roch Sulima analizując fenomen JT w Antropologii codzienności przywołuje wywiady z osobami, które związane były z tym woźnym, m.in. z uczniami, którzy byli kreatorami fenomenu, jak i dyrektor szkoły, a także samym Józefem Tkaczukiem. Początkowo hasła Turek czy Józef Tkaczuk. Turek. Przednia straż miały charakter uczniowskich inwektyw, a w późniejszym okresie dorabiana do nich była ideologia, głównie przez dwóch kreatorów zjawiska – Marka Koraszewskiego i Piotra Nodzykowskiego. 

## Analiza fenomenu
Według Sulimy akty w postaci umieszczania haseł z użyciem imienia Józefa Tkaczuka miały funkcję przemianowywania szaty informacyjnej miasta, zderzania własnych znaczeń z tymi, które się w niej znajdowały, co jest także istotne przy innych napisach na obiektach przestrzeni publicznej. Umieszczenie z kolei czyjegoś imienia według tego autora oznacza rytuał zbliżony do spalenia kukły w kulturach pierwotnych, użycie czyjegoś imienia oznacza zawładnięcie nim.
Później napisy zaczęły pojawiać się w różnych miejscach w Polsce i na świecie w różnych kontekstach, tworząc z postaci miejską legendę. Obecnie w dobie rozwoju Internetu ponownie imię to stało się sławne. Przy umieszczaniu tego imienia wraz z funkcją prezydenta kraju oznaczać mogło w warstwie semantycznej degradację samej tej funkcji, a więc miało nie tylko odnosić się do samej osoby Tkaczuka, lecz także do krytyki struktury społecznej czy systemu społecznego, przy czym najwyraźniejsza ich funkcja to parodia samego rytuału wyborów.
Początek lat 90. był okresem transformacji ustrojowej, co przyczyniło się do kreowania nowej przestrzeni nazw, np. przemianowywania nazw ulic czy pojęć do tej pory używanych. Tego typu okresy przemian sprzyjają według niektórych antropologów kulturowych podatności na tworzenie kontrastruktury. Według Sulimy nakładanie na nazwy w przestrzeni miasta haseł typu Ulica Walecznych Tkaczuków było jednym z przejawów tworzenia się kontrastruktury oraz przejawem liminalności.
Zapożyczone imię przyczyniło się do powstania komiksów z Tkaczukiem jako głównym bohaterem: Sex Tkaczuk, Towarzysz Tkaczuk, a także reportaży, audycji i opowiadań.
W socjologii fenomen Józefa Tkaczuka podawany jest jako przykład wirusa umysłu.